# ملک‌زاده (بالاکن)
ملک‌زاده (به لاتین: Məlikzadə) یک منطقه مسکونی در جمهوری آذربایجان است که در شهرستان بالاکن واقع شده است.